# Abū Tāhir as-Silafī
Abū Ṭāhir as-Silafī (arabisch أبو طاهر السلفي, DMG Abū Ṭāhir as-Silafī; Aḥmad b. Muḥammad b. Aḥmad al-Iṣbahānī) war ein Gelehrter der Rechtsschule der Schāfiʿiten im 11. Jahrhundert vor allem mit Wirkungskreis Alexandria. In der islamischen Literatur ist er mit seiner Kunya und Nisbe berühmt (schuhra) geworden. Ibn Challikān (1211–1282) gab ihm den Ehrentitel (laqab) ṣadr ad-dīn: Anführer der Religion.
Er ist gegen 1079 in Isfahan Iran geboren. Über sein Geburtsjahr gibt es bei den Biographen unterschiedliche Angaben. Selbst as-Silafī gibt zwei Jahresdaten an: einmal das Jahr 472/Juli 1079 – Mai 1080, das er eigenhändig aufgeschrieben haben soll und das geschätzte Jahr 475/Juni 1082 – April 1083, denn er soll ungefähr zehn Jahre alt gewesen sein, als Nizām al-Mulk ermordet wurde (1092). Er sagt ferner: „Man hat bei mir in Isfahan zu Beginn des Jahres 492/Oktober 1098 (an Vorlesungen) mitgeschrieben als ich ungefähr 17 Jahre alt war und noch keinen Bartwuchs hatte – wie al-Buchārī, möge Gott Erbarmen mit ihm haben – , ich meine als man bei ihm studierte.“ Einem weiteren Bericht zufolge nahm as-Silafī bereits an den Vorlesungen des damals schon betagten Gelehrten der Hanbaliten Rizq Allāh, ʿAbd al-Wahhāb b. ʿAbd al-ʿAzīz, Abū Muḥammad b. at-Tamīmī (gest. 1095) teil und wird die Art seiner Teilnahme an dessen Vorlesungen und Sitzungen mit den Worten beschrieben: „In der Dschūrdschīrī-Moschee war ich (nur) als Zuschauer anwesend. Danach nahm ich an seinen (Vorträgen) als Zuhörer teil...“. Den biographischen Nachrichten zufolge wuchs as-Silafī im sozialen Milieu von Gelehrten unterschiedlicher Wissenschaftsdisziplinen in Isfahan auf. In der Folgegeneration hebt der bedeutende Geograph und Literaturwissenschaftler Yāqūt ar-Rūmī al-Ḥamawī (1179–1229) die Bedeutung der Stadt für die islamischen Wissenschaften mit Hinweis auf Berichte Dritter lobend hervor:
Der Daddschāl wird in Isfahan erscheinen. In Isfahan sind Gelehrte und religiöse Würdenträger in allen Disziplinen erschienen, die in keiner anderen Stadt aufgetreten sind. Dies betrifft vor allem den hohen Wert der Vermittlung von (früheren) Werken. Die Einwohner der Stadt erreichen ein hohes Alter, dennoch schenken sie dem Studium des Ḥadīth (d.h. Ḥadīthe zu hören) stets große Aufmerksamkeit. Die Stadt hat unzählige Wissenschaftler...
Einstimmigen Berichten zufolge starb er in fortgeschrittenem Alter Ende August 1180 nach dem Morgengebet in Alexandria, Ägypten. Er galt als einer der bedeutendsten Gelehrten auf den Gebieten der Ḥadīthliteratur, Koranexegese, der Koranrezitation, der islamischen Literatur und vor allem in der Weitergabe früherer Schriften aus dem Ost- und Westislam in seinem Studienkreis im Ägypten des 12. Jahrhunderts. Er wird mit anderen Größen des Jahrhunderts, wie mit dem Gelehrten al-Ghazālī und dem Staatsmann Saladin, genannt, die in der Nachwelt als geistige Erneuerer ihres Jahrhunderts (Mudschaddid) gelobt werden. Hierbei beruft sich das islamische Gelehrtenleben auf einen fiktiven Spruch des Propheten Muhammad, der gesagt haben soll:
„Gott wird zu Beginn eines jeden Jahrhunderts jemanden an die islamische Gemeinschaft (Umma) entsenden, der ihre Religion erneuert.“

## Seine Reisen und Schriften
Der ägyptische Biograph und Rechtswissenschaftler Tādsch ad-Dīn as-Subkī (1327–1370) fasst die Studienreisen as-Silafīs, d. h. seine Reisen, um Wissen und Kenntnisse in den islamischen Wissenschaftsdisziplinen zu erlangen (al-riḥla fī ṭalab al-ʿilm), in dessen Biographie kurz zusammen. In seinem „Reiselexikon“ (s. unten) nennt al-Silafī selbst 31 Reiseziele, die er zu Studienzwecken vor seiner endgültigen Wahlheimat Alexandria aufgesucht hatte.

### Irak – die Pilgerfahrt – Die östlichen Provinzen
Bereits im Juli 1100 hielt er sich zu Studienzwecken in Bagdad auf und begab sich von dort aus mit seinem Vater über Kufa auf die Pilgerfahrt, wo er als Schüler zu Gelehrtenkreisen von Mekka und Medina ebenfalls Kontakt hatte. Im Jahre 1106, auf dem Rückweg von der Pilgerfahrt, hielt er sich in Basra auf, um anschließend die Gelehrtenzentren in Rayy, Dinawar, Qazvin und Nehawand bis nach Aserbaidschan zu besuchen. Über Āmid kehrte er dann in den Irak zurück.
Aus einer Erzählung as-Silafīs geht hervor, dass solche Studienreisen auch mit persönlichen Enttäuschungen verbunden sein konnten. Er berichtet: „Sofort nach meiner Ankunft in Bagdad in Juli/August 1100 hatte ich nur den Wunsch, Ibn al-Baṭir aufzusuchen. Ich trat dann bei ihm ein, – er war ein mürrischer alter Lehrer – und sagte: ich bin Deinetwegen aus Isbahān gekommen. Er sprach: ‚lies vor!‘ – in seiner Aussprache sprach er statt R ein Ghain. Wegen Abszessen an meinem Körper las ich ihm dann auf dem Boden liegend vor. Da sagte er: ‚schau' diesen Hund an.‘ Daraufhin entschuldigte ich mich wegen der Abszesse und weinte wegen seiner Äußerung. Ich las siebzehn Ḥadīthe vor und ging dann weg. Nachher las ich ihm ungefähr fünfundzwanzig Hefte vor und er war nicht mehr so.“
Über eine durchaus fruchtbare Begegnung as-Silafīs mit dem Bagdader Gelehrten Ibn aṭ-Ṭuyūrī, al-Mubārak b. ʿAbd al-Ǧabbār aṣ-Ṣayrafī (gest.1106) berichtet adh-Dhahabī in seinem Gelehrtenlexikon, demnach as-Silafī bereits im Alter von 11 Jahren eine große Auswahl von Überlieferungen von seinem Lehrer übernommen haben soll. Ibn Hadschar al-ʿAsqalānī spricht sogar von einhundert Heften (ǧuzʾ), die zu seiner Zeit als aṭ-Ṭuyūriyyāt bekannt gewesen sind. In seinem Muʿǧam al-mufahras, S. 316. nennt er das Buch als eine Auswahl der von Ibn aṭ-Ṭuyūrī überlieferten Ḥadīthe in zwei Bänden. Die aus 1344 Ḥadīthen zusammengesetzte Sammlung weist in ihrer Auswahl keine inhaltlich festgelegte Systematik auf. Im Anhang hat as-Silafī zusätzliche Traditionen hinzugefügt, die nicht auf die aṭ-Ṭuyūrīyyāt zurückgehen. Weitere Passagen in diesem Anhang hat wiederum as-Suyūtī (1445–1506) mit seinem direkten Quellenhinweis auf as-Silafī nachgetragen. Die Vorlesungen aus dieser relativ umfangreichen Traditionssammlung sind gemäß Kolophonvermerk am 27. September 1172 bei as-Silafī in Alexandria abgeschlossen worden.
Ein kleines Fragment aus dem Buch an-Nāsiḫ wal-mansūḫ von Qatāda ibn Diʿāma (gest. 735-736) über die Abrogationsfrage in den Koranwissenschaften ist ebenfalls in der Überlieferung nach Ibn aṭ-Ṭuyūrī erhalten. as-Silafī gab es später in seinem Haus in Alexandria am 27. August 1176 an einen seiner Schüler aus Isfahan mit seinem folgenden schriftlichen Vermerk am Kolophon weiter: „Dies ist ein korrekter Vortrag, wie er eingetragen ist“ und nennt anschließend seinen oben genannten Lehrer, von dem er das Werk nach dessen Originalvorlage bereits in Bagdad erhalten hatte. Diese Werküberlieferung ist später auch bei Ibn Ḥadschar al-ʿAsqalānī attestiert, der das Werk in seinem al-Muʿdscham al-mufahras – im Kapitel über koranexegetische Schriften nennt.

### Damaskus
1115 erreichte er „mit großem Wissen“ (so adh-Dhahabī) Damaskus, wo er zwei Jahre studierte und unterrichtete. Dort entstand seine erste Materialsammlung als lose Aufzeichnungen und Kommentare zu seinem „Reiselexikon“, die er allerdings dann in Alexandria ab 1117 fortgeschrieben haben muss, da es zahlreiche Berichte über seinen Lehrbetrieb und seine Begegnungen in der Stadt enthält (siehe unten). Der Chronist von Damaskus Ibn ʿAsākir (1105–1176), der in seinem Hauptwerk Geschichte der Stadt Damaskus in 70 gedruckten Bänden alle Persönlichkeiten islamischer Wissenschaften anführt, die die Stadt besucht hatten, nennt seinen Zeitgenossen as-Silafī in dessen Kurzbiographie: „Er kam zu uns nach Damaskus als Ḥadīth-Schüler im Jahre 1115, hielt sich dort längere Zeit auf und schrieb dort von mehreren unserer Gelehrten (ihre Schriften) ab … Er unterrichtete Ḥadīth in Damaskus und einige unserer Lehrer hörten bei ihm. Mir ist es nicht gelungen, bei ihm zu hören. Ich studierte (die Schriften) in seinem Vortrag bei mehreren Gelehrten … Er erteilte mir die Überlieferungsrechte zu allen seiner Ḥadīthe, die mir mein Bruder, möge Gott Erbarmen mit ihm haben, weitergab.“ Er schildert das Auftreten as-Silafīs in Damaskus auch an einer anderen Stelle, im Lexikon seiner Lehrer (Muʿǧam aš-šuyūḫ), mit einigen inhaltlichen Kürzungen: „uns berichtete Abū Tāhir as-Silafī“ (mit vollständigem Namen) „in Form der Iǧāza. Er kam zu uns nach Damaskus. Ich hörte seine Vorlesung an mehrere unserer Gelehrten. Mir ist es nicht gelungen, bei ihm zu hören. Er (d.h. as-Silafī) sagte: uns berichtete al-Qāsim b. al-Faḍl al-Thaqafī in Isfahān…“. (as-Silafīs Isnad wird anschließend bis zum Prophetenḥadīth zurückgeführt).

### Alexandria
Über Tyros kam er dann im Jahre 1117 nach Alexandria, wo er bis zu seinem Tode wirkte. Nur einmal, im Jahre 1123, reiste er kurz nach Kairo. Bald nach seiner Ankunft in Alexandria erwarb sich al-Silafī in ganz Ägypten den Ruf als Ḥadīṯwissenschaftler und erteilte seinen Schülern, die ihn sogar aus al-Andalus aufsuchten, nach der Lektüre ḥadīṯwissenschaftlicher Schriften die Idschāza, d. h. die Überlieferungsrechte, eine Art Lizenz, für die Weitergabe sowohl der von ihm gesammelten Ḥadīthe als auch seiner Bücher. Ibn as-Sallar, Wesir des Fatimiden-Kalifen az-Zafir, ließ für ihn um das Jahr 1150 die erste šāfiʿitische Madrasa in Ägypten erbauen, die er bis zu seinem Tode leitete und die nach ihm al-madrasa as-Silafiyya genannt wurde. Seine zahlreichen Schüler, die in seinen Biographien genannt werden, nannten sich entsprechend aṣḥāb as-Silafī; die Anhänger von as-Silafī. Er hat es verstanden, die Breite des Überlieferungswesens über die Grenzen der schafiitischen Gelehrsamkeit hinaus an seine Schüler zu vermitteln. Ein zentrales Werk der Mālikiten im 11. Jahrhundert war zweifelsfrei das von Ibn ʿAbd al-Barr (gest. 1071) verfasste Istidhkār, Studium zur Erörterung der Richtungen der Rechtsgelehrten in den Provinzzentren darüber, was Mālik im Muwaṭṭaʾ an opinio und Tradition vorgelegt hat, das as-Silafī durch die andalusische Vermittlung vom in al-Andalus bekannten Überlieferer des Gesamtwerkes Ibn Abī Talīd, Mūsā b.ʿAbd ar-Raḥmān b. Khalaf (gest. 1173) erhielt. In einem der zahlreichen Fragmente lobt es as-Silafī in einem Randvermerk des Originals als grundlegendes Werk über die Lehrdifferenzen in den islamischen Rechtswissenschaften, das er in seinem Lehrbetrieb in den Jahren 1156 bis 1157 zweimal unterrichtet hatte.
Selbst der Herrscher aus Kairo suchte ihn auf, um an seinen Vorlesungen teilzunehmen, worüber as-Subkī (1327–1370) kurz zu berichten weiß: „ich habe erfahren, dass der Herrscher Ägyptens (Sulṭān Miṣr) bei ihm (as-Silafī) erschien, um an seiner Vorlesung teilzunehmen. Er fing dann an, sich mit seinem Bruder zu unterhalten, woraufhin as-Silafī beide tadelte und sagte: ‚was soll das! Wir studieren Ḥadīth und ihr zwei unterhaltet euch‘ (d.h. Über profane Dinge).“ Beim älteren adh-Dhahabī (1274–1348) steht eine Variante dieser Episode mit Saladin und seinem Bruder al-Malik al-ʿAdil im Mittelpunkt, „denen gegenüber (as-Silafī) seine Abneigung erkennen ließ und sagte: ‚ihr unterhaltet euch während der Ḥadīth des Propheten vorgetragen wird?‘ Daraufhin hörten die zwei (dem Vortrag) wieder zu.“ Der wesentlich spätere Historiker Ägyptens al-Maqrīzī (1364–1442) berichtet über die Teilnahme Saladins an den Vorlesungen von as-Silafī wie folgt: „der Herrscher Ṣalāḥ ad-Dīn Yūsuf b. Ayyūb kam mit as-Silafī zusammen, nahm an seinen Vorlesungen in Alexandria teil und war Gast in seinem Haus. Dann schickte der Herrscher Geld an ihn, das er annahm.“ In der Folgezeit, während der Ayyubidenherrschaft, soll der erst zwölf-dreizehnjährige al-Malik b. al-Manṣūr (geb. 1171), der Großneffe Saladins, aus Hama kommend, im Jahre 1183 Schüler in as-Silafīs Kreis in Alexandria gewesen sein. Die frühen Ayyubiden zeigten nach dem Untergang der Fāṭimiden Ägyptens besonderes Interesse an der mālikitischen Rechtslehre, deren literarische Produkte durch die Vermittlung andalusischer Besucher in Alexandria
auch Mitglieder der verzweigten Familie Saladins in as-Silafīs Lehrbetrieb studierten.

### Schriften
- Die bekannteste und im Druck zugängliche Schrift as-Silafīs ist sein Muʿdscham as-safar.[30] („Reiselexikon“, معجم السفر).[31] Dies ist ein alphabetisches Verzeichnis von 794 Zeitgenossen samt ihren Kurzbiographien, denen der Verfasser entweder auf seinen ausgedehnten Reisen begegnete und nach ihnen – oft mit Angabe von Ort und Zeit – überlieferte, oder in ihren Kreisen in Alexandria Ḥadīthe mit ihren vollständigen Isnāden hörte. Diese Isnade als Überlieferungslinien, reichen von seinen Lehrern bis zum Verfasser der jeweiligen Werke, bei der Weitergabe von Ḥadīthen bis in die Prophetenzeit zurück. Zahlreiche Gelehrte aus Sizilien und al-Andalus, die ihn in Alexandria aufgesucht hatten, finden in diesem Werk Erwähnung, denen er persönlich die Überlieferungsrechte zu den von ihm vorgetragenen Büchern erteilte. Hierdurch hatte er auch zu dem mālikitischen Rechtsgelehrten und Biographen al-Qādī ʿIyād (1083–1149) mit Wirkungskreis Ceuta und Marrakesch Kontakte gehabt. Ihm erteilte er die Überlieferungsrechte für alle seiner Schriften in einem persönlichen Schreiben, das al-Qādī ʿIyāḍ in seinem Werk al-Ghunya, in der Sammlung der Kurzbiographien seiner Lehrer, wörtlich zitiert.[32] Auf Wunsch erhielt auch der Almoraviden-Herrscher Tāšfīn b. ʿAlī b. Yūsuf b. Tāšfīn (regiert zwischen 1143 und 1145), dessen Vater ʿAlī b. Yūsuf b. Tāšfīn (regiert zwischen 1106 und 1143) eine seinerzeit bekannte Privatbibliothek in Marrakesch besaß, die Überlieferungsrechte zu näher nicht genannten Büchern, die dann ein Schüler as-Silafīs aus Cordoba dem Herrscher überbrachte. Zum Schluss vermerkt as-Silafī: „danach habe ich von ihm (vom Almoraviden-Herrscher) nichts mehr gehört.“[33] Dieses wertvolle Reiselexikon auf 452 Druckseiten enthält auch zahlreiche Anekdoten und kurze Gedichte aus dem Alltagsleben derjenigen Personen, zu denen der Verfasser sowohl auf seinen Reisen als auch in Alexandria direkten Kontakt hatte. Ursprünglich geht diese Schrift auf eine lose Zettelsammlung (ǧuzāzāt) as-Silafīs zurück, die dann der zunächst ebenfalls in Alexandria, später in Kairo wirkende Gelehrte der Traditionswissenschaften ʿAbd al-ʿAẓīm b.ʿAbd al-Qawīy al-Munḏirī (1185–1258)[34] in Reinschrift anordnete.[35]

Wie as-Silafī anhand seiner Aufzeichnungen Anekdotisches mit wissenschaftlich informativen Angaben zu verknüpfen wusste, zeigt folgender Abschnitt in seinem „Reiselexikon“:
„Ich habe den Rechtsgelehrten Abū ar-Rabīʿ Sulaimān b. ʿAbd al-ʿAzīz b. Asad al-Išbīlī (Sevilla) al-Andalusī, bekannt als Sohn der Perle, in Alexandria berichten hören: bei uns in al-Andalus gibt es rote, runde Äpfel, jeder Apfel so groß wie eine Handfläche und noch ein Drittel dazu. Sie sind aus einer ebenfalls andalusischen (sic) Stadt namens Santarém zu uns importiert worden. In unserer Gegend kennt man diese Äpfel.“
as-Silafī fährt fort: „Ich habe dann mehrere Andalusier danach befragt, die mir das bestätigt haben. Dieser Abū ar-Rabīʿ ist ein Rechtsgelehrter der mālikitischen Schule, Koranrezitator und Kenner der koranischen Lesarten. Er kam nach der Pilgerfahrt zu mir nach Alexandria. Die Menschen lobten ihn für seine Güte und Frömmigkeit. Er hörte in meinem Vortrag Schriften und fertigte Abschriften davon an, darunter auch das Buch von Ibn Ḫallād ar-Rāmahurmuzī: al-muḥaddiṯ al-fāṣil baina r-rāwī wa-l-wāʿī ‚Der Traditionarier, der zwischen dem Werküberlieferer und dem, der aus dem Gedächtnis Ḥadīth überliefert, unterscheidet.‘“
Es ist anzumerken, dass das hier genannte Werk von ar-Rāmahurmuzī (gest. gegen 970), nach dem gegenwärtigen Forschungsstand, zu den ältesten Schriften auf dem Gebiet der Ḥadīthmethodologie (dirāyat / ʿulūm al-ḥadīṯ) gehört. Gemäß den vorliegenden, vom Herausgeber sorgfältig analysierten Handschriften des Werkes, hat der angesehene Biograph ʿAbd al-Ghanī al-Maqdisī (1146–1203) dieses Werk in mehreren, aufeinander folgenden Vorlesungen in Alexandria im Juni 1171 direkt von as-Silafī erhalten. Diese Überlieferungslinie ist in den heute vorliegenden Handschriften attestiert. ʿAbd al-Ghanī al-Maqdisī bezeichnet seinen Lehrer as-Silafī in den Kapitelüberschriften der jeweiligen Werkteile anerkennend als „Ruhm der Lehrmeister“, „Schaich der Sunna“ und „Schwert der Sunna“. Nach as-Silafīs Tod war er die Schlüsselfigur bei der Weitergabe des Werkes an die folgenden Generationen in Damaskus. Eine Abschrift davon ist zweifelsfrei in andalusischen Schülerkreisen as-Silafīs im April 1131 in magrebinischem Duktus entstanden. Am Ende dieses Exemplars steht die von as-Silafī eigenhändig eingetragene Bestätigung der Anwesenheit des andalusischen Hörers und die Dokumentierung der Überlieferungsrechte der betreffenden Abschrift. Diese andalusische Überlieferungslinie mit der Übertragung der Überlieferungsrechte von as-Silafī bestätigt bereits Ibn Ḫair al-Išbīlī (gest.1179) aus Sevilla in seiner „Fahrasa“, S. 180–181. (Siehe unten Anm. 64). Drei Generationen später kam auch Ibn Ḥadschar al-ʿAsqalānī in den Besitz einer Abschrift des Buches in as-Silafīs Überlieferung aus Alexandria.
- Eine weitere Abhandlung, die unter seinen zahlreichen Schriften erhalten ist, ist das Kitāb al-waǧīz fī ḏikr al-muǧāz wal-muǧīz الوجيز في ذكر المجاز والمجيز (Zusammenfassung über den Empfänger und Erteiler der Überlieferungsrechte) auf nur 36 Handschriftenseiten. Sie ist streng nach wissenschaftlichen Gesichtspunkten konzipiert. Nach einer ausführlichen Abhandlung über das Wesen und die Modalitäten der Weitergabe von Traditionen in Gelehrtenkreisen nennt hier al-Silafī, wenn auch nicht vollständig, diejenigen Gelehrten, die ihm die Überlieferungsrechte ihrer Bücher vor allem auf schriftlichem Weg erteilt haben, ohne sie persönlich getroffen zu haben. Diese Angaben ergänzt er dann mit ihren Kurzbiographien als Informationen an seine Schüler. Einige dieser Persönlichkeiten sind in seinem „Reiselexikon“ ebenfalls genannt.[40] Nach den Städten seiner Aufenthalte angeordnet nennt as-Silafī die bekanntesten Gelehrten seiner Zeit in Bagdad, Basra, Mekka, Mosul, Churasan, Astarabad, Hamadan, Asadabad und in weiteren Siedlungen ost-islamischer Provinzen, wie in Wasit (s. unten). Die bekannteste Persönlichkeit unter ihnen war zweifelsfrei az-Zamachscharī (1075–1144),[41] der um jene Zeit mehrere Jahre in Mekka verbrachte. as-Silafī verweist auf seine umfangreiche Korrespondenz mit ihm, ohne in seinem al-Waǧīz allerdings inhaltliche Einzelheiten zu nennen. Im Rahmen dieser schriftlichen Kontakte zwischen Alexandria und Mekka bat er den Koranwissenschaftler al-Zamachscharī, die Überlieferungsrechte zu seinen sämtlichen Werken zu erteilen.[42] Dieser Briefwechsel und Gedankenaustausch, teilweise in Sadschʿ abgefasst und mit Gedichten ausgeschmückt, ist im Azhār al-riyāḍ fī aḫbār ʿIyāḍ des berühmten Chronisten Al-Maqqarī (gest. 1632 in Kairo) aus Tlemcen mit einem abschließenden Kommentar von al-Maqqarī erhalten.[43] Eine Abschrift dieser Korrespondenz aus dem 14. Jahrhundert liegt in der Garrett Collection arabischer Handschriften der Princeton University Library vor.[44]

Die Übernahme der Überlieferungsrechte war hie und da von Rivalitäten begleitet, worüber as-Silafī im Kapitel über die Gelehrten von Mekka zu berichten weiß. Er war im August 1104 in Begleitung seines jüngeren Kollegen Abū Bakr Muḥammad b. Abī l-Muẓaffar as-Samʿānī (1074–1117) aus Merw auf der Pilgerfahrt, der ihm während des Aufenthaltes bei ʿArafāt, am höchsten Tag der Wallfahrtszeremonien, vorschlug, den Mekkaner Abū Maktūm Īsā b. Abī Dharr al-Harawī zwecks Studiums aufzusuchen. As-Silafī erwiderte jedoch: „Das ist hier ein Ort der Gottesverehrung. Wenn wir nach Mekka kommen, nehmen wir an seiner Vorlesung teil und machen ihn zu einem der Gelehrten im heiligen Ḥaram.“
Abū Maktūm war durch den Besitz von al-Buchārīs Ṣaḥīḥ in der Abschrift seines Vaters Abū Dharr al-Harawī (gest. 1044), der sein Exemplar mit drei älteren Abschriften kollationierend hergestellt hatte, bekannt. Zur gleichen Zeit studierte ein gewisser Maimūn b.Yāsīn aṣ-Ṣanhāǧī, den as-Silafī in diesem Kapitel als „Emir der al-Moraviden“ bezeichnet, das Werk bereits Monate vor der Ankunft der Pilger bei seinem Mekkaner Lehrer Abū Maktūm, den er zu diesem Zweck von dessen Wohnsitz südlich von Mekka zu sich kommen ließ, und erwarb von ihm das Original für einen beträchtlichen Betrag. Der Biograph Ibn al-Abbār aus Valencia erzählt diese Episode nach dem Wagīz von as-Silafī ebenfalls und kommentiert: „er war derjenige, der das Werk im Maghrib vorgestellt hatte“. Ibn Samʿānī, der über die Rückkehr Abū Maktūms nach den Wallfahrtszeremonien in seine Heimat außerhalb Mekkas enttäuscht, oder gar verärgert war, fand indes bei as-Silafī Trost: „kümmere dich nicht darum. Er (Abū Maktūm) besaß außer al-Buchārīs Ṣaḥīḥ nichts, was er hätte überliefern können. Somit stehst du mit ihm auf einer Stufe, denn einer der Lehrer seines Vaters war Abū ʾl-Haitham, während Du das Buch bei Abū ʾl-Chair bereits in Marw in der Überlieferung von Abū ʾl-Haitham studiert hattest. … Das hat ihn dann beruhigt.“ Somit hatte er dieselbe Anzahl von Überlieferungsstufen zwischen sich und dem Autor al-Buḫārī mit den anerkannten Überlieferungsrechten, deren Bedeutung unter den Gelehrten nicht zu unterschätzen gewesen ist. as-Silafī selbst, heißt es in der Vita von Abū Dharr al-Harawī, gab das Werk von al-Buchārī in der direkten Überlieferung von Abū Maktūm und mit dessen Genehmigung, d. h. wohl vor dem Verkauf des Originals, weiter. Im Waǧīz ist die Übernahme der Überlieferungsrechte von Abū Maktūm durch as-Silafī in Form der Korrespondenz bereits auf das Jahr 1099 dokumentiert. Der Biograph adh-Dhahabī bemerkt am Ende der obigen Episode: Nach diesem Jahr hörte man von Abū Maktūm nichts mehr. Auch sein Todesdatum hat man uns nicht überliefert.
Das von Abū Dharr al-Harawī selbst angefertigte Exemplar, das auf die Kollation dreier Abschriften seiner Vorgänger zurückging und dessen Bedeutung der Orientalist Johann Fück (gest. 1974) in seinem obigen Artikel hervorhebt, war im islamischen Überlieferungswesen in jener Zeit ein Novum. Späteren Berichten zufolge war diese Abschrift, nunmehr im Besitz von Maimūn b. Yāsīn, in marokkanischen Gelehrtenkreisen und in der Bibliothek von Ceuta (arabisch: Sabta) bekannt. Der angesehene Kenner arabischer Handschriften Muḥammad al-Manūnī (gest. 1999 in Rabat) weiß noch darüber wie folgt zu berichten: „ein Stück genau dieser Handschrift war in der Ibn Yūsuf-Bibliothek in Marrakesch bekannt. Im Lauf der Zeit ist es dann mit anderen ungeordneten Fragmenten zusammengelegt worden.“
- In der Überlieferungstradition seiner Vorfahren und Zeitgenossen verwurzelt,[54] stellte as-Silafī auch eine Sammlung von nur vierzig Ḥadīthen unter dem Titel: Kitāb al-arbaʿīna al-buldānīya(Vierzig Ḥadīthe aus vierzig Regionen) zusammen.[55] Diese Zusammenstellung von vierzig Städtenamen, mit der Nennung jeweils nur eines Lehrers für eine Stadt mit jeweils nur einem seiner Ḥadīthe hat as-Silafī an seinen bereits genannten Schüler ʿAbd al-Ghanī al-Maqdisī im Juli 1178 weitergegeben. An einer Stelle hat er die Abstammung (Nisbe) seines Lehrers Abū Manṣūr, Muḥammad b. Aḥmad b. Mahdī as-Surayyiǧī (so in der Edition) in Nuṣaibīn mit seinem eigenhändig eingetragenen Randvermerk kurz erläutert: „‚Surayyiǧ‘ ist ein Stamm der Kurden.“[56] Die Sammlung hat keine fest definierte Struktur. In der Einleitung fragt as-Silafī seinen Bagdader Lehrer ʿAlī b. Muḥammad b. ʿAlī aṭ-Ṭabarī im Jahr 1101 nach dem Nutzen einer solchen Sammlung, deren Zusammenstellung nach mehreren, dem Propheten zugeschriebenen Aussagen seit Generationen empfohlen wird. Die Liste beginnt mit einer Prophetentradition, die er 1103 in Mekka aufgezeichnet hatte. An zweiter Stelle steht Medina; dort zeichnete as-Silafī einen Ḥadīth zwischen dem Prophetengrab und dem Minbar des Propheten – am heiligsten Ort der Moschee – auf. In diesem Abschnitt hebt er hervor, dass sein Lehrer Muḥammad b. Maḥmūd b. Maḥmūd aus Qazvin (gest. 1107 in Amol)[57] bei dieser Begegnung ihn ausgewählt (intiḫāb) hatte, um ihm die Vorlesung der Ḥadīthe im Studienkreis zu übertragen (istimlāʾ). Darauf folgen die Abschnitte über Bagdad, Isfahan – aus dem Jahr 1095 –, Kufa und Basra. Im Abschnitt über Kairo

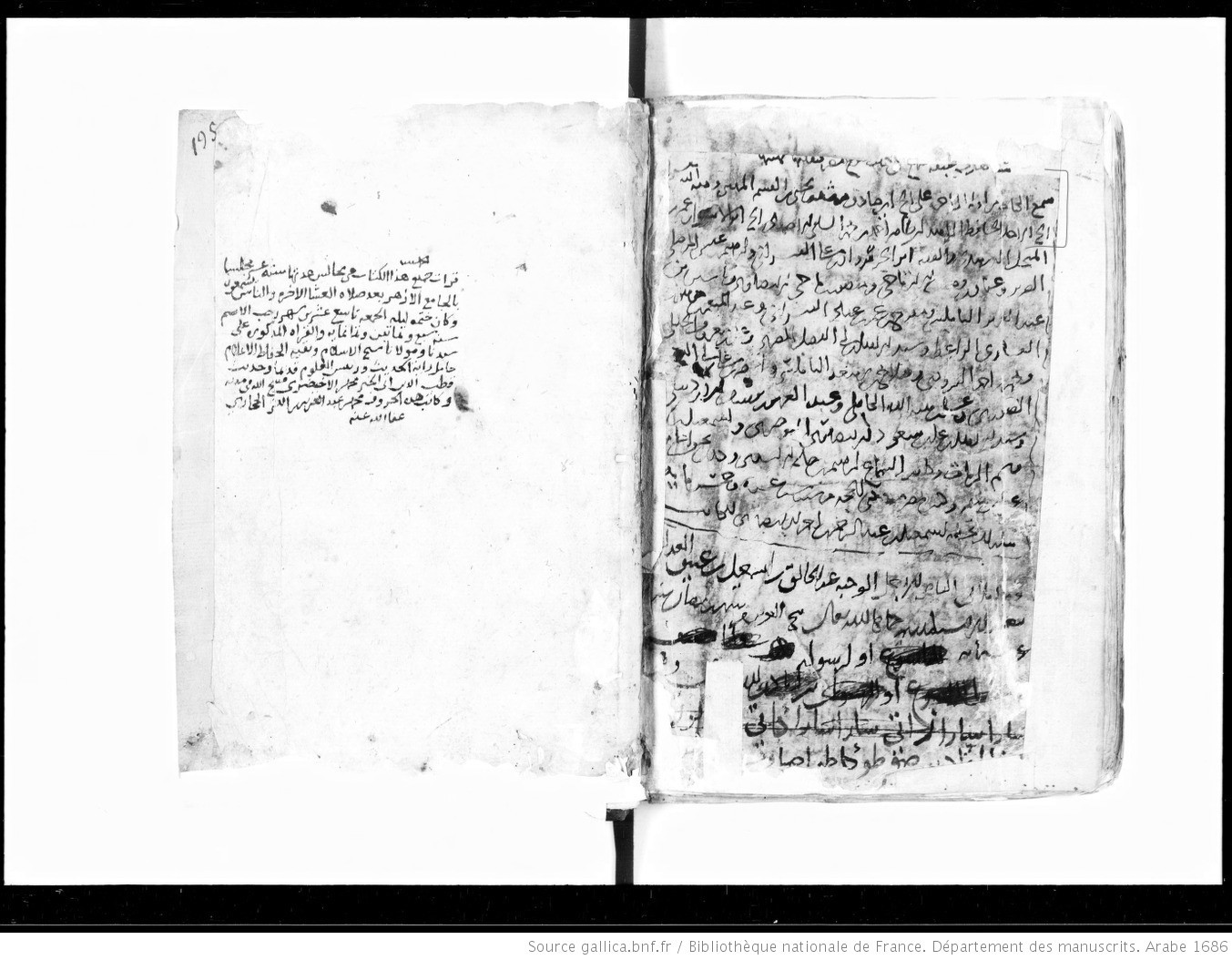
Dokument der Werküberlieferung. Rechte Seite, Zeile 1-2 mit as-Silafīs Namen

gibt as-Silafī eine Tradition nach seinem Lehrer Muršid b. Yaḥyā b. al-Qāsim (gest. Dezember 1123) an, den er an einer anderen Stelle als zuverlässigen Ḥadīthgelehrten aus Medina nennt, der sich in Ägypten niederließ. Gemäß dem Hörerzertifikat einer Handschrift im Kitāb al-Futūḥ von Ibn ʿAbd al-Ḥakam in der Bibliothèque nationale de France las as-Silafī dieses Werk im Kreis von al-Madīnī zu Beginn des Jahres 1123 vor. Anschließend führt er weitere Städte in den islamischen Ostprovinzen ohne erkennbare Anordnung mit je einem Ḥadīth ohne Datum der Aufzeichnungen an. Ibn Ḥaǧar al-ʿAsqalānī (1372–1449), der wohl berühmteste Traditionswissenschafter seiner Zeit, Qāḍī von Ägypten nennt al-Buldānīya von as-Silafī in seinem groß angelegten al-Muʿǧam al-mufahras, einer Sammlung von Werktiteln, zu denen er die direkten Überlieferungsrechte erhalten hatte, ebenfalls. Wie beliebt und verbreitet solche, nach verschiedenen Konzepten zusammengestellte „Arbaʿīna“-Sammlungen gewesen sind, zeigt dieses Gelehrtenlexikon: Ibn Ḥaǧar verzeichnet in seinem Muʿǧam al-muhafras in chronologischer Reihenfolge vom frühen 9. Jahrhundert bis in seine Zeit 55 Sammlungen in dieser Gattung. Selbst die Anzahl derjenigen Eintragungen, die Ibn Ḥadschar in diesem Werk erwähnt und die auf Überlieferungen von as-Silafī in unterschiedlichen Disziplinen der islamischen Gelehrsamkeit zurückgehen, ist beeindruckend. Diese von Ibn Ḥadschar zusammengestellte Liste hat 615 Eintragungen mit genauen Angaben zu den Überlieferungmodalitäten von as-Silafī.
- Die ebenfalls publizierte Sammlung mit dem informativen Titel, dessen Formulierung wohl dem Schülerkreis des Lehrers zuzuschreiben sein wird, ist auf 129 Druckseiten, im Original in drei Heften zusammengefügt, erhalten: („Fragen des einzigartigen Schaichs und Imāms Abū Tāhir...as-Silafī al-Iṣbahānī an Abū Karīm Khamīs b.ʿAlī...al-Ḥauzī (gest. Dezember 1116)[63] über die Gelehrten von Wāsiṭ und über die Fremden, die Wāsiṭ besuchten, in der Überlieferung des erhabenen Rechtsgelehrten Abū l-Faḍl Ǧaʿfar b. ʿAlī...al-Hamadānī, möge der allmächtige Gott ihn am Leben erhalten“). Der Lehrer Abū l-Karam Chamīs b. ʿAlī b. Aḥmad al-Ḥauzī, der in Wāsiṭ wirkte, hatte über nennenswerte Persönlichkeiten der Stadt und ihrer Umgebung hervorragende Kenntnisse. Seine Auskünfte sind auch in späteren Gelehrtenbiographien, wie z. B. in den Schriften von Ibn Ḥaǧar al-ʿAsqalānī u. a. dokumentiert.[64] Diese Sammlung unter dem Titel Suʾālāt… (Anfragen…) ist einer Gattung gewidmet, die bereits zur Zeit von Ahmad ibn Hanbal wichtigen Teil der Ḥadīthkritik bildete. Die Informationen über die 126 Gelehrten, die entweder in Wāsiṭ überwiegend im frühen 12. Jahrhundert gewirkt, oder sich dort als „Fremde“ (ghurabāʾ)[65] niedergelassen haben, diktierte al-Ḥauzī, wie as-Silafī es am Anfang dieser Schrift erwähnt, in 1106–1107 aus dem Gedächtnis. Er gibt Auskünfte über die Abstammung, Madhhab-Zugehörigkeit, Glaubwürdigkeit nach Maßstäben der Traditionskritik, Spezialgebiete, Studienreisen, Gelehrtentätigkeit u. ä. der in jener Region wirkenden Personen in Kurzfassung an as-Silafī weiter, der die einzelnen Abschnitte stets mit einem ich fragte ihn nach… (saʾaltu-hu ʿan…) einleitet. Hie und da erzählt as-Silafī auch Episoden aus dem täglichen Lehrbetrieb, die für sich sprechen. Hier ein Beispiel: ein gewisser Abū l-Ḥasan ʿAlī b. Muḥammad b. aṭ-Ṭayyib, ein Anhänger der Mālikiten und Prediger der Moschee von Wāsiṭ (gest. 1090) „sprach zu unserem Lehrer Abū l-Manṣūr b. ʿAbd al-ʿAzīz al-ʿUkbarī“ (gest. 1079),[66] während wir in seiner Anwesenheit unsere Aufzeichnungen anfertigten: oh, Scheich, verschone uns mit Ḥadīth, denn wir sind davon schon berauscht[67]. Bring’ uns Anekdoten, Gedichte und (profane) Erzählungen![68]

Diese Sammlung hat as-Silafī ursprünglich ohne erkennbare Anordnung der Reihenfolge seiner Fragestellungen in den vorliegenden drei Heften zusammengestellt und gemäß Kolophon in seinem Studentenkreis in Alexandria im Juni 1177 unterrichtet.
- Eine kurze Qasida von 20 Zeilen stelle as-Silafī unter dem Titel Madḥu s-sunnati wa-ittibāʿu s-salafi (Lobpreisung der Sunna und Befolgung der Altforderen) zusammen, in der er vor allem asch-Schāfiʿī und Ahmad ibn Hanbal mit einigen ihrer zeitgenössischen Anhängern anführt. Die undatierte Überlieferung dieses Stückes geht auf den Enkel des Verfassers in Alexandria zurück.[69]

- Gemäß Gebrauch seiner Vorgänger und Zeitgenossen stellte auch as-Silafī ein Verzeichnis der von ihm benutzten Bücher seiner Vorgänger mit Angabe ihrer Werküberlieferungen unter dem Titel Fahrasa (Verzeichnis) zusammen. Diese Sammlung ist bis nach al-Andalus durch seine Schüler in Alexandria weitergegeben worden. Sein Zeitgenosse Muḥammad b. Chair al-Išbīlī (1108–1179), aus Sevilla, der ein solches Werk ebenfalls verfasste, erhielt die eigenhändig geschriebene Überlieferungserlaubnis von as-Silafī sowohl für sich als auch für seine Kollegen. Er schreibt: „Fahrasa des Schaichs und Gelehrten Abū al-Ṭāhir Aḥmad b. Muḥammad as-Silafī aus Isfahān. Meine Überlieferung davon geht sowohl auf mehrere seiner Schüler als auch auf seine (eigene) Überlieferungserlaubnis zurück, die er mir aus Alexandria eigenhändig schriftlich erteilte, das heißt mir und der Gruppe unserer Anhänger…“[70] Wahrscheinlich meint Ibn Chair al-Išbīlī an dieser Stelle das Muʿdscham Iṣbahān, auch als as-Safīna al-Iṣbahānīya (Das Schiff von Iṣbahān) genannt, das die Summe seiner Lehrer – rund 600 an der Zahl – [71] in seinem Geburtsort enthalten haben kann.[72] Die Bedeutung solcher sog. Fahrasa-Werke liegt vor allem darin, dass sie das Studium und die Verbreitung zahlreicher Bücher des islamischen Schrifttums, überwiegend nach Titeln und Gattungen angeordnet, mittels Angabe der unentbehrlichen Werküberlieferungen bis in die Zeit ihrer Verfasser lückenlos dokumentieren.

Nach dem gegenwärtigen Stand der Forschung verfasste as-Silafī noch weitere Ḥadīṯ-wissenschaftliche und bio-bibliographische Abhandlungen unterschiedlichen Umfangs. Eine umfangreiche Arbeit über die Wirkung und Bedeutung von as-Silafī, ursprünglich als Dissertation an der Universität Cambridge (1972), verfasste Ḥasan ʿAbd al-Ḥamīd Ṣāliḥ mit einer informativen Liste sowohl der gedruckten Werke als auch mit der bisher nicht erfassten Handschriften und Fragmente in arabischen Bibliotheken, die auf as-Silafī zurückgehen
Die Herausgeber seiner aṭ-Ṭuyūrīyāt, einer Auswahl von Traditionen seines Lehrers (siehe oben), haben in der umfassenden Einleitung zur Werkedition 29 bisher unbekannte Werktitel und Werkfragmente von as-Silafī aus arabischen Handschriftensammlungen zusammengestellt und mit einem Kurzkommentar versehen publiziert.